# Џаспер (Флорида)
Џаспер (енгл. Jasper) град је у америчкој савезној држави Флорида. По попису становништва из 2010. у њему је живело 4.546 становника.

## Демографија
Према попису становништва из 2010. у граду је живело 4.546 становника, што је 2.766 (155,4%) становника више него 2000. године.
| Група             | 2000.       | 2010.         |
| Белци             | 896 (50,3%) | 1.809 (39,8%) |
| Афроамериканци    | 813 (45,7%) | 2.308 (50,8%) |
| Азијати           | 5 (0,3%)    | 23 (0,5%)     |
| Хиспаноамериканци | 55 (3,1%)   | 388 (8,5%)    |
| Укупно            | 1.780       | 4.546         |